# Михайлючка
Михайлючка (укр. Михайлючка) — село в Шепетовском районе Хмельницкой области Украины. Железнодорожная станция Майдан-Вила на линии Шепетовка — Коростень.
Население по переписи 2021 года составляло 1336 человека. Почтовый индекс — 30416. Телефонный код — 3840. Занимает площадь 242 км². Код КОАТУУ — 6825584601.

## Местный совет
30416, Хмельницкая обл., Шепетовский р-н, с. Михайлючка, ул. Ленина, 44

## Примечания

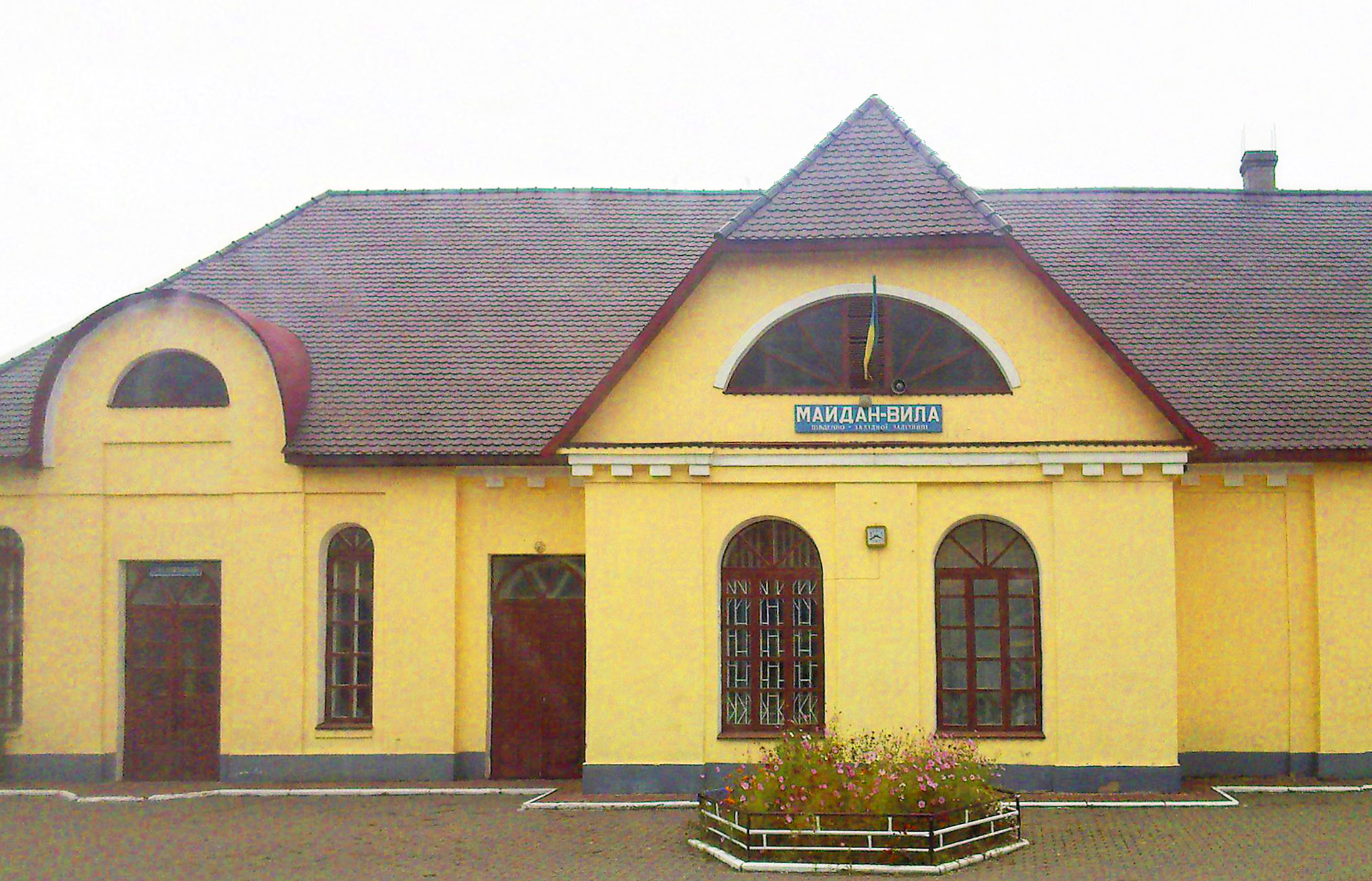
Вокзал станции Майдан-Вила